# گراند هتل (مجموعه تلویزیونی)
گراند هتل (انگلیسی: Grand Hotel؛ ‏اسپانیایی: Gran Hotel‎) مجموعه تلویزیونی درام تاریخی اسپانیایی با کارگردانی کارلوس سدس با بازی یون گونسالس و آمایا سالامانکا است که نخستین‌بار از ۱۱ اکتبر ۲۰۱۱ (میلادی) از شبکهٔ «آنتنا ۳» در اسپانیا و در ۱۸ نوامبر ۲۰۱۲ از شبکهٔ اسکای آرتس در بریتانیا پخش شد.
مجموعه تلویزیونی گراند هتل در کاخ ماگدالنا در سانتاندر اسپانیا فیلم‌برداری شده‌است. داستان این سریال در یک هتل اشرافی در اوایل قرن بیستم و در زمان حکم‌رانی آلفونسو سیزدهم، اتفاق می‌افتد که روایتگر پیشامدهایی است که بین صاحبان هتل و خدمتکاران آن روی می‌دهند.

## داستان
داستان دراسپانیا سال ۱۹۰۵ (میلادی) اتفاق می‌افتد. خولیو اولمدو مرد جوانی از یک خاندان اصیل است که برای ملاقات خواهرش کریستینا به کانتالوا می‌رود. کرستینا به‌عنوان خدمت‌کار در گرن هتل کار می‌کند. وقتی که خولیو به مقصد می‌رسد متوجه می‌شود که خواهرش به مدت یک ماه است که از هتل اخراج شده و کسی از او اطلاعی ندارد. ناپدید شدن خواهرش واقعه‌ای مشکوک به نظر می‌رسد. خولیو تصمیم می‌گیرد با مخفی‌کردن هویت واقعی خود، در هتل اقامت گزیند و نهایتاً با هویت جعلی موفق می‌شود به‌عنوان پیش‌خدمت در آنجا مشغول به کار شده و تحقیقات خود را ادامه دهد. او با آلیسیا دختر زیبای مالک هتل یعنی دونیا ترزا آلارکون آشنا می‌شود. آلیسیا کسی که به اجبار مجبور به ازدواج با مدیر هتل دیه‌گو مورکیا شده‌است، هم‌چنین مشکوک به چیزهایی است که در هتل اتفاق می‌افتد. خولیو و آلیسیا با هم مشغول به کار می‌شوند تا اسرار هتل را کشف کنند.

## شخصیت‌ها
| شخصیت‌ها                                    | هنرپیشه‌ها         |
| ------------------------------------------ | ----------------- |
| خولیو اولمدو / اسپینوسا / مولینس           | یون گونسالس       |
| آلیسیا آلارکون / آلبه‌گوئا                  | آمایا سالامانکا   |
| دون‌یا ترزا آلبه‌گوئا / آلارکون              | آدریانا اثورس     |
| دیه‌گو مورکیا / آدرین ورا سلانده            | پدرو آلنسو        |
| دون‌یا آنجلا سالیناس                        | کنچا بلاسکو       |
| سوفیا آلارکون آلبه‌گوئا                     | لوز والدنبرو      |
| خاویر آلارکون آلبه‌گوئا                     | الوی آسورین       |
| آلفردو مارکیز ورگارا                       | فله مارتینس       |
| آندرس سرناندا ساریناس / آلارکون ساریناس    | جورنس گونسالس     |
| بلن مارتین                                 | مارتا لارلاله     |
| مایته ری‌بیس                                | مگان مونتانر      |
| دون بنجامین نیتو                           | مانوئل د بلاس     |
| اوراسیو آیالا (کارآگاه)                    | پپ آنتان مونیوز   |
| ارناندو (دستیار کارآگاه)                   | آنتونیو رئیس      |
| ساموئل آرریاگا / دون خسوس مانزانوس سیسنروس | لوئیس امار        |
| لیدی لودی‌وینا                              | Asunción Balaguer |
| دون‌یا الیسا ودا (سامانیگو) / مارکیز ورگارا | کیتی مانبر        |
| سباستین                                    | ایوان مورالس      |

## پخش بین‌المللی
مجموعه تلویزیونی گراند هتل، در ایران توسط شبکه تلویزیونی جم تی‌وی پخش شد.
در ۱ ژوئن ۲۰۱۲ در Téva و در ۴ ژوئیه ۲۰۱۲ در شبکهٔ تلویزیونی ام۶ در فرانسه پخش شد. همچنین در ترکیه در شبکه Sinema TV پخش شد.